# Séry-lès-Mézières

Séry-lès-Mézières este o comună în departamentul Aisne din nordul Franței. În 1 ianuarie 2022 avea o populație de 602 de locuitori.